# Reality Kings
Reality Kings — бренд, запущенный RK Netmedia, интернет-компанией по производству хардкор-порнографии, работающей в Майами-Бич, штат Флорида.

## Приобретение MindGeek
Уведомление о слиянии (с Manwin) было подано в Федеральное антимонопольное управление Австрии в апреле 2012 года. В сентябре 2012 года Manwin (теперь известный как MindGeek) завершил сделку. Reality Kings является частью сети Pornhub.

## Рейтинг
По состоянию на ноябрь 2016 года, рейтинг трафика Reality Kings составил 1493.

## Актрисы
Известные актрисы сети: Джина Линн, Шайла Стайлз, Джианна Майклз, Эшлинн Брук, Эми Рид, Ева Анджелина, Кармелла Бинг, Никки Бенц, Брианна Лав, Миа Роуз, Тэйлор Рэйн, Лиза Энн, Джада Файер, Катя Кассин, Сандра Ромейн, Брук Хейвен, Лиза Спаркс, Клер Деймс, Прия Рай, Тори Лэйн, Алексис Тексас, Шайла Дженнингс, Кармен Кинсли, Пума Свид.

## Судебные споры
В 2010 году Университет Флориды A&M (FAMU) подал иск против Reality Kings по поводу того, что известно как «секс-видео FAMU». В иске утверждается, что компания запятнала репутацию FAMU из-за видео, на котором изображены восемь исполнителей, которых DareDorm назвал студентами FAMU, совершающими сексуальные действия друг с другом. Университет также подал в суд на исполнителей. Хотя Reality Kings объявила о своем намерении бороться с иском, менее чем через месяц она урегулировала дело и выплатила FAMU $120,000. Reality Kings, по-видимому, договорилась с 26 истцами звукозаписывающей компании, которые подали в суд на порнокомпанию за якобы пиратскую музыку некоторых ведущих исполнителей и использование её в 193 видео для взрослых. В 2011 году Reality Kings подала ходатайство об отклонении иска, поданного женщиной, которая утверждает, что компания показала её сбежавшую несовершеннолетнюю дочь в порнофильме. Reality Kings заявили в своём ходатайстве об отклонении, что были введены в заблуждение обманным путём, потому как дочь исказила свой возраст не только при коммуникациях с Reality Kings, но и с различными государственными и федеральными учреждениями.

## Премии и номинации

### Премии
- 2009 AVN Awards – лучший Pro-Am релиз — First Time Auditions 5
- 2012 AVN Awards – лучший этнический сериал — Big Ass Brazilian Butts

### Номинации
- 2012 AVN Award - Лучший лесбийский сериал — We Live Together
- 2012 AVN Award - Лучший MILF-сериал) — MILF Hunter
- 2013 AVN Award - Лучший лесбийский сериал — We Live Together
- 2013 AVN Award - Лучший лесбийский релиз — We Live Together 23
- 2013 AVN Award - Лучший анальный сериал — Put It In Her Ass
- 2013 AVN Award - Лучший MILF/Cougar релиз — MILF Hunter 24